# Rudolf Gnägi

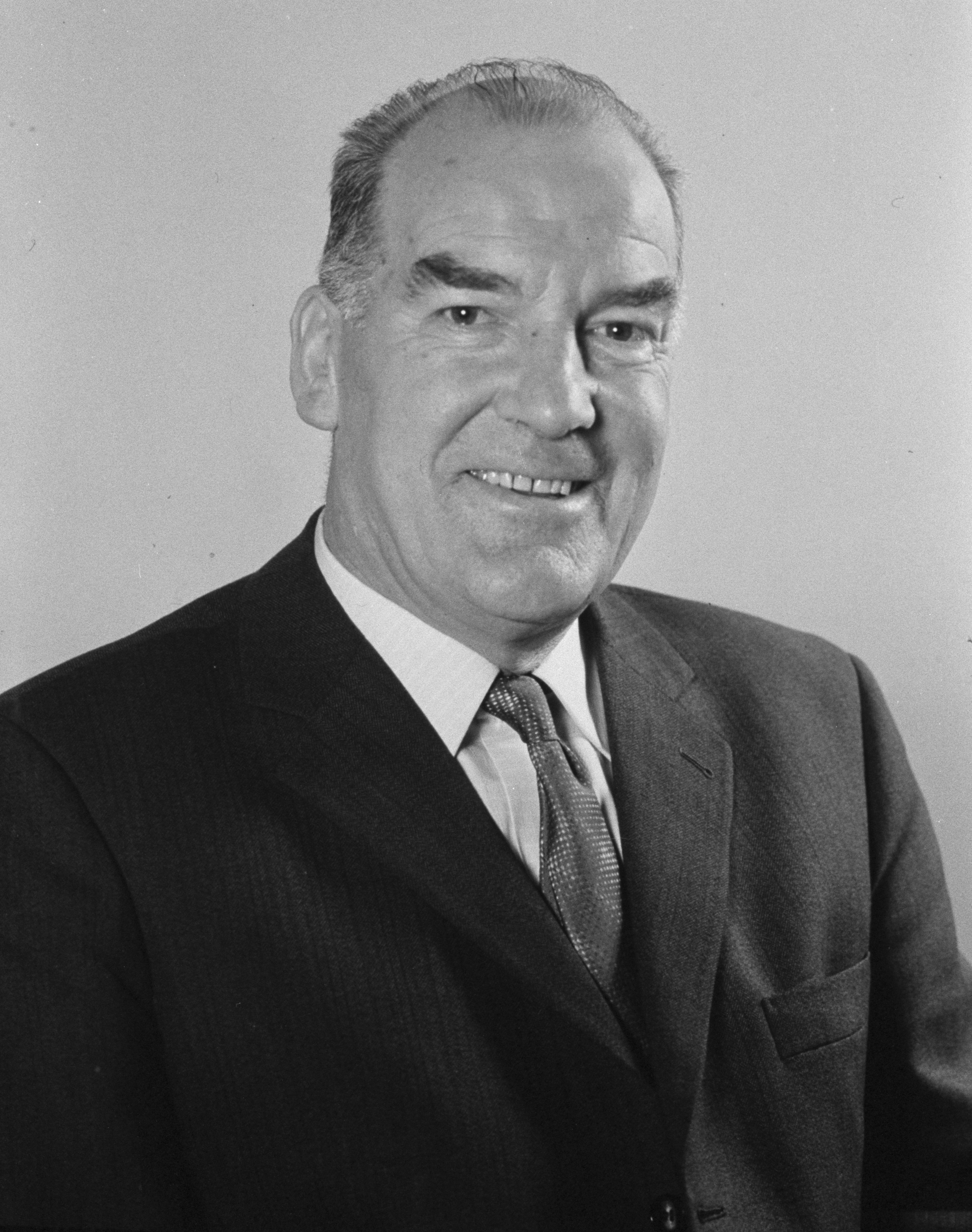
Rudolf Gnägi (1971)

Rudolf Gnägi (* 3. August 1917 in Schwadernau, Kanton Bern; † 20. April 1985 in Spiegel bei Bern, heimatberechtigt in Schwadernau) war ein Schweizer Politiker (BGB/SVP). Als Bundesrat war er Verkehrs- und Verteidigungsminister und bekleidete zwei Mal das Amt des Bundespräsidenten.

## Leben

### Herkunft und Ausbildung
Rudolf Gnägis Vater Gottfried Gnägi war zusammen mit Rudolf Minger eine der Gründungsfiguren der Berner BGB und als Gemeinderat, Grossrat und Nationalrat selbst politisch aktiv. Nach dem Gymnasium in Biel studierte Gnägi Rechtswissenschaft an der Universität Bern und schloss 1943 mit dem Fürsprecherpatent ab. Ab 1945 arbeitete er im Sekretariat des bernischen Bauernverbandes sowie der kantonalen und nationalen BGB. In der Schweizer Armee bekleidete er den Rang eines Majors.
Gnägi war verheiratet mit Verena von Allmen.

### Politische Karriere

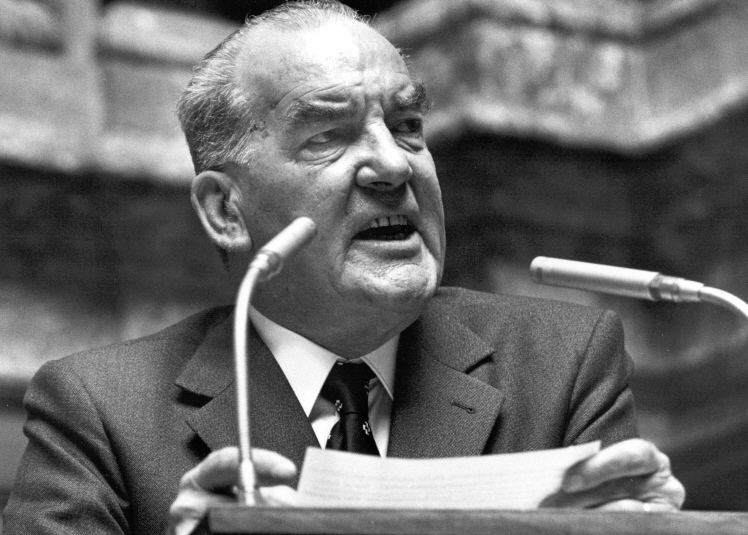
Bundesrat Rudolf Gnägi 1979 während einer Rede im Nationalrat

Von 1952 bis 1965 war Gnägi Berner Regierungsrat (Exekutive des Kantons) und ab 1953 zugleich Berner Nationalrat im Schweizer Parlament.
Am 8. Dezember wurde bei der Bundesratswahl 1965 wegen des Rücktritts von Bundesrat Friedrich Traugott Wahlen (BGB) die Wahl eines neuen Mitglieds des Bundesrats nötig. Für die Durchführung war die Vereinigte Bundesversammlung zuständig. Offizieller Kandidat der BGB war Rudolf Gnägi. Dieser wurde mit klarer Mehrheit am 8. Dezember 1965 in den Bundesrat gewählt; sein Amt trat er per 1. Januar 1966 an.
Während seiner Amtszeit stand er folgenden Departementen vor:
- 1966–1968: Verkehrs- und Energiewirtschaftsdepartement
- 1968–1979: Militärdepartement

Er war Bundespräsident in den Jahren 1971 und 1976. Während seiner Amtszeit stand die Schweiz im Schatten des Kalten Krieges. Die nationale Sicherheit hatte einen hohen Stellenwert, und dem Amt des Verteidigungsministers kam deshalb innerhalb des Bundesrats eine besondere Bedeutung zu. Als neutraler Kleinstaat zwischen zwei Blöcken musste sich die Schweiz im Kontext der Auseinandersetzungen zwischen der NATO und dem Warschauer Pakt behaupten. Gnägi nahm seine Aufgabe äusserst ernst, was ihm auch von allen Seiten attestiert wurde. Allerdings erwies sich der Panzer 68, den er favorisiert hatte und der massgeblich zur Stärkung des Schlagkraft der Schweizer Armee und zur Sicherheit des Landes beitragen sollte, als untauglich. Die geplanten weiteren Anschaffungen desselben Panzers waren schon früh seitens der beratenden Kommission des EMD und später von der Sozialdemokratie kritisiert worden, doch Gnägi setzte sein Vorhaben unbeirrt weiter durch. Mehr Geschick bewies er hingegen bei der Abschaffung der Kavallerie. Dank erfolgreichen Verhandlungen mit allen Beteiligten gelang es ihm, die nötige Modernisierung der Schweizer Armee voranzutreiben. Im Dezember 1972 stimmte die Vereinigte Bundesversammlung der Abschaffung schliesslich zu.
Auf den 31. Dezember 1979 trat er zurück. Kurz vor seinem Rücktritt ereignete sich die Affäre Bachmann/Schilling, als ein allzu eifriger Schweizer beim Beobachten eines Militärmanövers in Österreich verhaftet wurde. Trotz aller Kritik blieb er im kollektiven Gedächtnis, besonders in seiner Berner Heimat, als bodenständiger und glaubwürdiger Volksvertreter haften.

## Wahlergebnisse in der Bundesversammlung
- 1965: Wahl in den Bundesrat mit 176 Stimmen (absolutes Mehr: 108 Stimmen)
- 1967: Wiederwahl als Bundesrat mit 152 Stimmen (absolutes Mehr: 88 Stimmen)
- 1969: Wahl zum Vizepräsidenten des Bundesrates mit 166 Stimmen (absolutes Mehr: 93 Stimmen)
- 1970: Wahl zum Bundespräsidenten mit 180 Stimmen (absolutes Mehr: 102 Stimmen)
- 1971: Wiederwahl als Bundesrat mit 178 Stimmen (absolutes Mehr: 104 Stimmen)
- 1974: Wahl zum Vizepräsidenten des Bundesrates mit 197 Stimmen (absolutes Mehr: 105 Stimmen)
- 1975: Wiederwahl als Bundesrat mit 189 Stimmen (absolutes Mehr: 110 Stimmen)
- 1975: Wahl zum Bundespräsidenten mit 180 Stimmen (absolutes Mehr: 104 Stimmen)

## Trivia

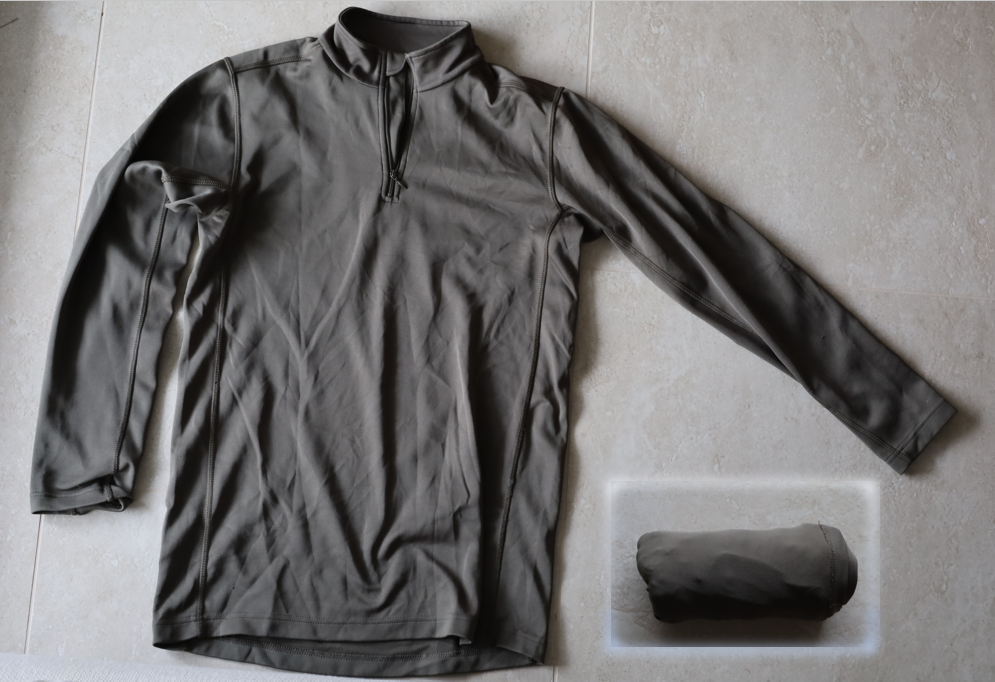
2006er Version des «Trikothemdes 75» (Gnägi) aus synthetischem, atmungsaktivem Stoff

- Aus seiner Amtszeit als Chef des Militärdepartementes stammt die Einführung des «Trikothemdes 75», das sogenannte Gnägi, ein olivgrüner leichter Rollkragenpullover für die Truppe.
- Zu seinem Freundeskreis gehörte die Jugendschriftstellerin Elisabeth Müller.
- Er war Mitglied der Studentenverbindung Concordia und Vizepräsident der Männer-Concordia (1951–1952).